# Heiligenhafen
Heiligenhafen er en by og kommune i det nordlige Tyskland, beliggende under Kreis Østholsten i delstaten Slesvig-Holsten.

## Geografi
Byen ligger på nordenden af halvøen Wagrien ved kysten til Østersøen over for øen Fehmarn, omkring 60 km nordøst for Lübeck og 55 km øst for Kiel.
Byens centrum ligger ved en bugt, der er kunstigt afskåret til en sø, men med adgang til Østersøen. Søens nordlige bred er en landtunge, der består af de tidligere øer Steinwarder og Graswarder. Graswarder er et fuglebeskyttelsesområde. Vest for byen er der klinter. Ud over Heiligenhafen ligger i kommunen Ortmühle og Strandhusen.
Heiligenhafen ligger ved afslutningen af motorvejen A 1 , der fortsætter som B 207 mod Fehmarn og Danmark.

## Historie
Heiligenhafen nævnes flere gange i de skriftlige kilder i det 13. århundrede.
Der er ingen nøjagtige kilder til den første tildeling af byrettigheder. Dokumenteret er, at Heiligenhafen i 1305 fik lybske rettigheder af grev Gerhard den Blinde på hans slot i Grube. Derefter blev indbyggerne anset som borgere og styret af deres egen ret i modsætning til den omgivende befolkning.
Byen led i 1320 under en oversvømmelse. Fem år senere, da grev Johan den Milde gav tilladelse til toldfri eksport af byens produkter, blomstrede byen. Den blev en vigtig eksporthavn for Oldenburg-området. Ved tildelingen af markedsrettigheder, fik byen et segl, som stadig pryder byens våbenskjold og byens flag. De næste århundreder indgik Heiligenhafen i den "kongelige andel" og var direkte underlagt den danske konge.
I 1391 brændte byen ned så at der kun var otte huse tilbage. I 1428 blev byen helt ødelagt af den danske kong Erik af Pommern under magtkampen om hertugdømmerne.
I 1555 blev det pålagt Rødby at sikre færgeforbindelse til Heiligenhafen og i 1609 foregik troppetransporter ad denne rute mens der i 1612 skete udskibning af krigsfolk til Kalmar herfra. Overfarten nævnes også i recessen af 1643. Under en strid i 1626 med Lübeck, der blev beskyldt for at indføre salt fra Skotland og sælge det som salt fra Lüneburg, blev danske købstæder af kongen opfordret til at købe saltet direkte i Lüneburg og fragte det til Heiligenhafen eller andre egnede steder til udskibning til Danmark.
Den rolige periode i renæssancen blev først afbrudt af trediveårskrigen. I 1437 havde Heiligenhafen erhvervet landsbyen Klaustorf men måtte i 1625 sælge den igen på grund af den stigende nød. Fra 1627 til 1630 rasede pesten og bragte byen til ruinens rand. De følgende årtier bragte krige, brande og stormfloder nye lidelser for befolkningen. Først i 1720 vendte freden tilbage.
I 1777 var 11 hjemmehørende skibe på i alt 104 kmcl og i 1783 13 skibe på 108 kmcl. I 1805 blev bygget 1 skib på 24 kmcl.
De hjemmehørende handelsskibes antal og læstedrægtighed fremgår af nedenstående tabel:
| År   | Antal | kmcl |
| ---- | ----- | ---- |
| 1832 | 26    | 284  |
| 1833 | 27    | 277  |
| 1834 | 24    | 256½ |
| 1835 | 23    | 251½ |
| 1836 | 24    | 264½ |
| 1837 | 25    | 300  |
| 1838 | 24    | 296½ |
| 1839 | 26    | 321¾ |

Indbyggertallet var 1.338 indbyggere i 1803, 1.821 indbyggere i 1835, 1.863 indbyggere i 1840, i 1845 2.037 indbyggere, i 1855 2.273 indbyggere og i 1860 2.377 indbyggere.